# Andrej Žilkin
Andrej Sergeevič Žilkin (in russo Андрей Сергеевич Жилкин?; Mosca, 9 marzo 1995) è un nuotatore russo, specializzato nel dorso, vincitore di due medaglie d'oro e una di bronzo agli europei.

## Palmarès
- Europei

Glasgow 2018: oro nella 4×100m sl.
Budapest 2020: oro nella 4×100m sl e bronzo nei 50m farfalla.